# Ferri (Mantua)
Ferri (Ferri Volta Mantovana) is een plaats (frazione) in de Italiaanse gemeente Volta Mantovana, provincie Mantua, en telt ongeveer 100 inwoners.

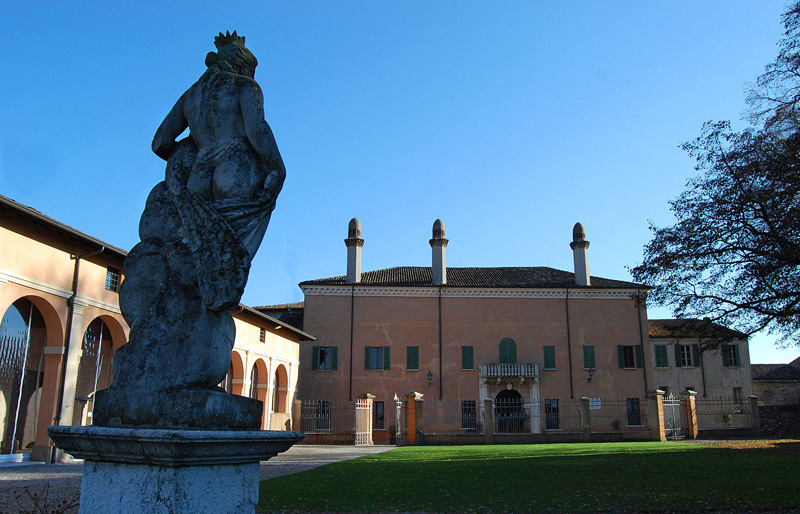
Paleis